# Fiverr
Fiverr é uma empresa global que oferece serviços a partir de cinco dólares, de onde vem o nome da empresa.
Atualmente, Fiverr fornece mais de três milhões de serviços que variam de $5 até $500.
A empresa foi fundada por Shai Wininger e Micha Kaufman em 2009.
Os serviços são disponíveis em inglês, espanhol, francês, holandês e português.